# Hasna El Maroudi
Hasna El Maroudi (Rotterdam, 1985) is een Nederlandse publiciste, columnist, journalist, maker van televisieprogramma's  en eindredacteur van radioprogramma's.
Na haar middelbareschoolopleiding aan het Erasmiaans Gymnasium in Rotterdam studeerde ze aanvankelijk Frans. Daarna maakte ze de overstap naar de Willem de Kooning Academie in Rotterdam, waar ze modevormgeving studeerde.
El Maroudi verwierf bekendheid door haar columns voor het e-zine Spunk, die ook regelmatig werden gepubliceerd in NRC Handelsblad. Hierin profileerde ze zich als een moderne jonge vrouw die voortdurend navigeert tussen haar meer conservatieve ouders en de Nederlandse samenleving. Haar column uit 2005 over de verschillen en vooroordelen tussen Arabische en 'Berberse' Marokkanen leidde tot ophef. Ze besloot daarom te stoppen met haar columns. In 2021 bood Maroudi haar excuses aan voor de column op Instagram.
In maart 2006 begon ze opnieuw als columnist, dit keer in nrc.next.
Van 2010 tot 2018 werkte El Maroudi als redacteur voor de VARA-website Joop.nl. In 2016 schreef ze columns voor het maandblad Opzij. Ze werd eindredacteur van de BNNVARA-programma's op NPO Radio 1 in 2018.
El Maroudi schreef een bijdrage aan de essaybundel Vrouwen schrijven niet met hun tieten - Een nieuwe generatie schrijvers over alledaags seksisme, onnodige ongelijkheid en eicellen met klauwtjes (2016, uitgever Atlas Contact, ISBN 9789025447335), onder redactie van Wiegertje Postma.
Samen met Clarice Gargard richtte zij in 2019 het intersectioneel feministische online journalistieke platform Lilith Magazine op. Ze organiseerden op 12 juli 2020 voor de VPRO het televisieprogramma Nederland, we moeten het hebben over racisme in samenwerking met Lilith Magazine en Pakhuis de Zwijger. In het programma kwamen verschillende mensen aan het woord, onder wie Seada Nourhussen (journalist en hoofdredacteur van OneWorld), Sinan Çankaya (antropoloog en schrijver), Typhoon (rapper), Nancy Jouwe (historicus), Mitchell Esajas (medeoprichter The Black Archives), Leo Lucassen (historicus) en Amade M'Charek (antropoloog), die door NRC werden beschreven als "deskundigen die het zo rustig uitlegden". Ook maakten ze voor de VPRO in 2022 een satirisch televisieprogramma met sketches,  Seef Spees.
In 2021 en 2022 schreef ze opnieuw regelmatig columns in NRC Handelsblad.
El Maroudi is kernlid van de Sociaal Creatieve Raad.
- Nederlandse Thesaurus van Auteursnamen: 407898921
- Virtual International Authority File: 60148035946487971984